# Seoul Busters
Seoul Busters (en hangul, 강매강; McCune-Reischauer, Kangmaekang) es una serie de televisión surcoreana escrita por Lee Young-chul y Lee Gwang-jae, dirigida por Ahn Jong-yeon y Shin Joong-hoon, y protagonizada por Kim Dong-wook, Park Ji-hwan, Seo Hyun-woo, Park Se-wan y Lee Seung-woo. La plataforma Disney+ ofreció sus cuatro primeros  capítulos el 11 de septiembre de 2024, y fue poniendo a disposición dos más cada miércoles hasta el 30 de octubre, en que salieron los cuatro últimos, por un total de veinte.

## Sinopsis
Dongbang Yu-bin es un policía de élite que se presenta voluntario para dirigir el peor escuadrón de homicidios del país, formado por inadaptados de la fuerza policial que fracasan lamentablemente en su trabajo diario y acaban relegados en una antigua guardería, y lucha para convertirlo en el equipo más fuerte.

## Reparto

### Principal
- Kim Dong-wook como Dongbang Yu-bin, el nuevo jefe del equipo 2 de delitos violentos  en la comisaría de policía de Songwon, que ostenta el dudoso honor de ser el último del país por número de arrestos. Es un oficial de policía de élite con una mente brillante, buena apariencia, excelente capacidad atlética y una formación académica abrumadora, pero también es conocido por sus patrones de comportamiento impredecibles y su sentido del humor, así como por sus brillantes habilidades de razonamiento.[4][5]

- Park Ji-hwan como Mu Jung-ryeok, un detective veterano del equipo 2 de delitos violentos  en la comisaría de policía de Songwon. Es un exmiembro del equipo nacional de boxeo y un detective de lengua afilada con un encanto fatal indescriptible a pesar de su apariencia de bandido.[4][6]

- Seo Hyun-woo como Jeong Jeong-hwan, un detective del equipo 2 de delitos violentos  en la comisaría de policía de Songwon. Es un exmiembro del equipo nacional de tiro que soñaba con ganar múltiples títulos olímpicos pero terminó convirtiéndose en el rey de la fertilidad. Arriesga su vida por un ascenso para poder mantener a su esposa y sus cuatro hijos.[4][7]

- Park Se-wan como Seo Min-seo, una detective del equipo 2 de delitos violentos  en la comisaría de policía de Songwon, la única mujer del grupo. De apariencia elegante, tiene una personalidad tranquila y con los pies en la tierra. Con su modo franco de hablar, y su fuerte personalidad, es prácticamente la número uno del equipo.[4][8][9]

- Lee Seung-woo como Jang Tan-sik, el miembro más joven del equipo 2 de delitos violentos  en la comisaría de policía de Songwon. Es un joven simpático que está lleno de errores que lo hacen parecer un «suspiro largo» (como sugiere su nombre), pero lo compensa con sus impecables habilidades para comprar hielo y su entusiasmo desbordante.[4][10][11]

### Secundario
- Son Eun-seo como Jang Eun-kyeong, jefa de equipo forense del Laboratorio Nacional de Ciencias Forenses, que está a cargo de la mayoría de las escenas del crimen; es una persona empática y solidaria que en un principio era una pediatra común y corriente, pero que después de ver a un joven paciente convertirse en víctima de un delito de abuso infantil, volvió a la universidad para obtener la especialidad de medicina forense.[12]

- Choi Kwang-il como el jefe de policía.[13][14]
- Ahn Sang-woo como jefe del departamento de policía.
- Kim Seung-hwa como Young-eun, la esposa de Jeong Jeong-hwan.[15]
- Kim Ra-on como Dong-ju.
- Han Dong-hee como Song Jae-in, una médica de buen corazón y antiguo amor de Dongbang Yu-bin.[16][17]
- Ahn Do-gyu como un estudiante que trabaja a tiempo parcial en One-hit Fried Chicken, vive con su abuela y se convierte en boxeador.
- Kim Si-kyung como Seo Hyun-seo, la hermana menor de Seo Min-seo.[18]
- Han Ji-won como Jeong Hyun-joo, una estudiante de arte.[19][20]

### Apariciones especiales
- Hwang Chansung como un actor que es denunciado públicamente por haber intimidado a su asistente en el lugar de trabajo.

## Producción
Seoul Busters es una coproducción de BA Entertainment, Chorokbaem Media y Studio S; estaba programada en un primer momento para ser emitida por SBS, canal que el 28 de noviembre de 2023 anunció la producción de la serie y los nombres de sus cinco protagonistas. El 30 de diciembre, incluso, lanzó un avance especial durante los Premios SBS Drama 2023. Se había programado como serie de miércoles y jueves para el mes de mayo, pero sufrió frecuentes cambios de programación y entretanto se confirmó el paso a Disney+. Precisamente el 21 del mes esta confirmó que el estreno sería en septiembre.
La serie está coescrita por Lee Young-chul, quien escribió la exitosa comedia de situación de MBC High Kick! (2006-12), y Lee Kwang-jae, quien firmó el guion de la serie de comedia de tvN Potato Star 2013QR3 (2013-14). El director es Ahn Jong-yeon, que estuvo detrás de la serie de SBS Racket Boys (2021).
A principios de septiembre de 2023 algunos medios periodísticos informaron de que Kim Dong-wook había sido elegido para un papel protagonista en la serie, que estaba aún en período de audiciones y cuya emisión estaba prevista para la segunda mitad del año siguiente.  El día 2 de ese mes se añadieron asimismo los nombres de Seo Hyun-woo y Park Ji-hwan. Para Kim Dong-wook la serie supone un regreso a la comedia, género que él mismo considera el que mejor hace y por el que siente predilección, pero que había abandonado en los primeros años veinte en favor de dramas y policíacos.
El rodaje se realizó entre finales de octubre de 2023 y mayo de 2024.El 20 de agosto Disney+ confirmó la fecha del lanzamiento y publicó un cartel y un avance de Seoul Busters. El 28 lanzó un avance completo que muestra cómo fue la formación inicial del equipo, así como algunos trances ridículos por los que pasan sus miembros. El 6 de septiembre se presentó la producción con una conferencia de prensa celebrada en el hotel Ramada en Sindorim, Guro-gu, Seúl, con la presencia del director y los cinco protagonistas. A un día del lanzamiento, Disney+ publicó un cartel especial en blanco y negro con los protagonistas.

## Recepción

### Audiencia
Según Flix Patrol, un sitio de clasificación de visualización de contenido en plataformas en línea, la serie ocupó el primer lugar en la categoría de series de televisión nacionales en Disney+ ya el día de su lanzamiento, y lo mantuvo durante tres días consecutivos a partir del 12 de septiembre; también estuvo entre las diez primeras en Hong Kong, Taiwán, Japón y Singapur.

### Crítica
Mika Chen (NME) señala los ecos de Brooklyn Nine-Nine por un lado y de Extreme Job por otro en la cornfomación de Seoul Busters. Aunque no intenta inventar nada nuevo, y tarda además en empezar a funcionar, cuando lo hace muestra «un encanto inconfundible [que] se cuela por las grietas de su premisa relativamente simple». El guion «equilibra el humor extravagante y exagerado con asesinatos en primer grado y drama policial [...] Los momentos destacados que resaltan este delicado equilibrio incluyen cortes paródicos ridículos, metáforas visuales que dan en el clavo con un jonrón de risas y tiernos momentos de la vida cotidiana con una calidez sorprendente [...] cuando todo encaja, la serie ofrece grandes risas con diálogos ingeniosos y absurdos reforzados por la sensibilidad cómica del elenco, todo ello superpuesto a misterios intrigantes».
Al comentar los primeros episodios de Seoul Busters, Pierce Conran (South China Morning Post) escribe que el intenso enfoque en el aspecto cómico a veces va en detrimento de la necesidad de contar una historia y profundizar en los personajes: «seguramente el humor se irá moderando a medida que la historia evolucione y los personajes crezcan más allá de las meras caricaturas que son ahora, pero solo el tiempo dirá si Seoul Busters logrará con éxito esa transición». Sobre los actores, destaca «el hábil estilo cómico de Park Ji-hwan, cuyas elásticas expresiones y divertidos arrebatos con frecuencia se roban el espectáculo».